# Parokya ni Edgar
Parokya ni Edgar (en español: Parroquia de Edgar) es una banda musical de rock filipina formada en 1993 por un grupo de jóvenes estudiantes universitarios de Ciudad Quezón. La banda se populariza tras incursionar en el rock ya que sus temas musicales han alcanzado una gran popularidad. Pues la banda ha trascendido para interpretar una fusión de diferentes géneros musicales como el rock alternativo, el pop rock, el funk, el rapcore y entre otros estilos. Al tiempo de proporcionar un alivio cómico entre sus oyentes. A pesar de tener el nombre de "Edgar", ninguno de los integrantes de la banda se llama así.

## Historia
Anteriormente la banda se llamaba Comic Relief, integrada por los cantantes Chito Miranda, Jeric Estaco y Vinci Montaner y los guitarristas Mikko Yap y Gab Chee Kee. Más adelante se sumaron el baterista, Dindin Moreno y el bajista, Buwi Meneses. Más adelante, Comic Relief cambió de nombre por Parokya ni Edgar. Mikko y Jeric decidieron retirarse de la banda para dedicarse a otros intereses. Aunque ellos fueron reemplazados, por el guitarrista Darius Semaña, quien era amigo cercano de los actuales integrantes.

## Integrantes
- Alfonso "Chito" Miranda, Jr. (voz)
- Buhawi "Buwi" Meneses (guitarra)
- Darius Gerard "Dar" Semaña (guitarra)
- Gabriel Ignatius "Gab" Chee Kee (guitarra rítmica / coros)
- Ferdinand "Dindin" Moreno (baterías y tambores)

### Antiguo integrantes
- Vinci Montaner (exvocalista)
- Jeric Estaco (exvocalista)
- Mikko Yap (exguitarrista)

## Discografía

### Álbumes de estudio
- Khangkhungkherrnitz (1996)
- Buruguduystunstugudunstuy (1997)
- Gulong Itlog Gulong (1999)
- Edgar Edgar Musikahan (2002)
- Bigotilyo (2003)
- Halina Sa Parokya (2005)
- Solid (2007)
- Middle-Aged Juvenile Novelty Pop Rockers (2010)

### Álbum de Navidad
- Jingle Balls Silent Night Holy Cow (1998)

### Compilaciones
- Matira Matibay: PG-13 (Singles 1994-2007) (2007)

### Álbumes en vivo
- Inuman Sessions Vol. 1 (2004)
- Inuman Sessions Vol. 2 (2012)

### DVD
- Matira Matibay: PG-13 "Singles 1994-2007" DVD (2007)
- Inuman sessions VOL.2 DVD (2012)

## Sencillos
- "Buloy"
- "Trip"
- "Maniwala Ka Sana"
- "Silvertoes"
- "Lutong Bahay"
- "Nakaw ang Monedero Ko"
- "! Oka Tokat" (canción tema para televisión del mismo título)
- "Sayang"
- "Harana"
- "Picha Pie"
- "Halaga"
- "Inuman Na"
- "Wag Mo Na Sana"
- "Swimming Beach"
- "Lo siento Na"
- "Este tipo es en amor con usted Pare"
- "Mr. Suave"
- "El Sí Sí Show"
- "Alumni Homecoming"
- "Chikinini"
- "Latte Choco"
- "Funk primer día" (cascabeleo de publicidad comercial para Rexona)
- "Mang Jose"
- "Bagsakan" (feat. Francis M y Gloc 9)
- "Para Sa 'Yo"
- "Hosanna Ngayong Pasko"
- "Papa Colonia"
- "El Ordertaker"
- "Gitara"
- "IISA Lang"
- "Your Song (My One and Only You)"
- "Halina sa Parokya"
- "Muli"
- "Pumapatak ang Ulan" (cover de la canción Senderismo Sociedad APO)
- "Beh! Buti Nga!" (cover de la canción de perrito caliente)
- "Junk americano" (feat. Kamikazee) (cover de la canción Senderismo Sociedad APO)
- "Nescafé" (cascabeleo de publicidad comercial para Nescafé)
- "Macho"
- "Boys Do Fall in Love" (cover de la canción de Robin Gibb)
- "Lastikman" (canción tema para la TV del mismo título)
- "Amats"
- "Akala"
- "Iisang Sarap" (cascabeleo de publicidad comercial para Jollibee)
- "I-Bulsarap!" (cascabeleo de publicidad comercial para Mang Tomas All-Around Sarsa)
- Panday "Kids" (canción tema para la TV del mismo título)
- "Pakiusap Lang (Lasingin Nyo Ako)"
- "Pangarap Lang Kita" (feat. Happee Sy)
- "One Hit Combo" (feat. Gloc-9)